# Gazdag Katalin
Gazdag Katalin (született Nyúl, Deménd, 1954. –) szlovákiai magyar pedagógus, népművészeti gyűjtő, helytörténet-kutató.

## Életútja
Édesapja szintén tanító volt. 1956-ban a családja Százdra költözött. Az alapiskolát Százdon kezdte, majd Deménden fejezte be. Középiskolai tanulmányait az Ipolysági Magyar Tannyelvű Gimnáziumban végezte, ott érettségizett 1973-ban. Ipolyságon tagja volt a Vas Ottó vezette József Attila Irodalmi Színpadnak. 1977-ben a Nyitrai Pedagógiai Főiskolán szerezte meg magyar és orosz nyelv szakos diplomáját. Deménden és Ipolyszakálloson, majd 1980-tól Ipolyságon tanított a Pongrácz Lajos Alapiskolában. Négy évig volt az iskola igazgatóhelyettese. 2013-ban ment nyugdíjba. Mindkét gyermeke pedagógus.
Nyugdíjazása után kezdte gyűjteni a különböző nemzetek, nemzetiségek és tájegységek elsősorban népviseletes babáit, külön kiemelten a felvidéki népviseletekre. Ma már közel 300 babája van. Következő évben ehhez társult a falvédők gyűjtése is.
Ezekben a témákban több kiállítást is rendezett, illetve ezekről egy-egy könyve is megjelent. A gyűjtött babák nagy része honlapján is megtekinthető.
Széles körű kutatás során feldolgozta és megírta Százd részletes történetét. Legnagyobb munkája a 2023-ban Kincseskönyv Százdról címmel megjelent kötete, amelyikben bemutatja a falu történetét, nevezetességeit, kultúráját, szokásait, stb. sok-sok érdekes történettel, és soha nem publikált fényképekkel.
2024-ben újabb értékes könyvvel jelentkezett. Feldolgozta egykori iskolája - ahol tanult, majd tanított is - történetét és megjelentette Volt egyszer egy magyar iskola. A deméndi magyar tannyelvű iskola története címmel. A kötetben több egykori tanuló és tanár is visszaemlékszik az iskolára, sikerült több tabló és egyéb eseményekről fényképet felkutatnia. Bemutatja az iskola egykori tanárait, az iskola eseményeit.
A Honti Lapokban is több írása jelent meg.
Munkásságának, gyűjteményének bemutatása érdekében több stáb is felkereste és riportot készített vele.

## Bibliográfia

### Könyvei
- Falvédő mint a paraszti kultúra terméke. Százd, 2019
- Lányok asszonyok ünneplőben. Százd, 2021
- Kincseskönyv Százdról. Százd, 2023.
- Volt egyszer egy magyar iskola. A deméndi magyar tannyelvű iskola története. Százd, 2024.

### Publikációi
- A falvédő mint a paraszti kultúra terméke – I. In. Honti Lapok 2017. június, 8. p.[17]
- A falvédő mint a paraszti kultúra terméke – II. In. Honti Lapok 2017. július, 8. p.[18]
- A falvédő mint a paraszti kultúra terméke – III. In. Honti Lapok 2017. augusztus, 12. p.[19]
- A dísztörülköző és társai In. Honti Lapok 2017. november, 4-5. p.[20]
- A háziszőttesek. In. Honti Lapok 2018. február, 12-13. p.[21]
- A tömegközlekedés százdi történetéből. In. Honti Lapok 2020. augusztus, 8-9. p.[22]
- Pásztor Vilmos, a kilométerek milliomosa. In. Honti Lapok 2020. szeptember 6. p.[23]
- Visszatekintés az első szpartakiádokra. In. Honti Lapok 2020. október, 8-9. p.[24]
- Gazdag Katalin (életrajzi mozaikok - könyv) In. Hetvenesek társasága 1954. Budapest, 2024. 51-53. p.

### Elismerései
- Százd díszpolgára 2024. április 18-tól.[25]
- CSEMADOK országos kitüntetése 2024. november 16.[26]